# سینما ستاره شهر
سینما ستاره شهر یکی از سینماهای شهر بندرعباس است که در مرکز این شهر در میدان ۱۷ شهریور (شهربانی سابق) واقع شده‌است.

## تاریخچه
سینما ستاره‌شهر واقع در مجتمع تجاری، فرهنگی ستاره شهر است و این مجتمع سال ۱۳۸۶در زمینی ساخته شد که پیش از آن سینما شهرزاد قرار داشت.
سینما شهرزاد سال ۱۳۳۴ به عنوان اولین سینمای استان هرمزگان تأسیس شد و در افتتاحیه آن فیلم چهارراه حوادث ساخته ساموئل خاچیکیان به نمایش گذاشته شد.

## وضعیت امروز
سینما ستاره‌شهر بندرعباس در سال ۱۳۹۲ میزبان برگزاری جشنواره فیلم فجر در استان هرمزگان بوده‌است.
تیر ماه ۱۳۹۴ سینما ستاره شهر که تنها سینمای فعال در بندرعباس بود به دلایلی که از سوی مدیرکل فرهنگ و ارشاد اسلامی هرمزگان اعلام شد همچون «نداشتن پارکینگ مناسب و مشکل رفت و آمد شهروندان» تعطیل شد و تجهیزات آن به سینما ستاره‌جنوب واقع در بلوار ساحلی بندرعباس منتقل شد.
خرداد ماه ۱۳۹۶ پس از حدود دو سال تعطیلی، این سینما باردیگر با مدیریت و رویکردی جدید فعالیت‌اش را آغاز کرد. این سینما که متعلق به بخش خصوصی است ۲۲۲ نفر ظرفیت دارد.